# كلب دورمال
كلب دورمال (الاسم العلمي: †Dormaalocyon) هو جنس منقرض من فوق فصيلة المياكينات.